# دلپیتیا
دلپیتیا (به لاتین: Delpitiya) یک منطقهٔ مسکونی در سری‌لانکا است که در استان مرکزی (سری‌لانکا) واقع شده‌است.